# Big Me
«Big Me» es el cuarto sencillo del grupo Foo Fighters, extraído de su álbum debut homónimo y lanzado a principios de 1996. Su video musical parodia los anuncios televisivos de los dulces Mentos, siendo un anuncio ficticio de los "Footos". Esto llevó a muchos fanes a arrojarles Mentos al grupo cuando tocaban esta canción en vivo. Durante mucho tiempo (casi 10 años, según se dijo en el especial de VH1 "Storytellers Foo Fighters"), la banda dejó de tocar esta canción debido a esto, por lo cual Grohl declaró: "sí dejamos de tocar esa canción por algún tiempo porque, honestamente, es como ser apedreado. Esas cositas son como piedras: ¡lastiman!". (enlace roto disponible en Internet Archive; véase el historial, la primera versión y la última)..
La canción está en la tonalidad de Do mayor y utiliza una progresión armónica de I - VI - V - IV  (Do mayor, La menor, Sol mayor y Fa mayor) durante la mayor parte de la canción. 
Después de que Weezer tocara una versión de esta canción frecuentemente durante su gira con los Foo Fighters, decidieron volverla a incluir dentro de su set en vivo. Se grabó una versión acústica de la canción para su álbum en vivo Skin and Bones. En dicha versión Petra Haden acompaña a Dave en voces.
También se adaptó como música de elevador para el video que dirigió Grohl para de la canción "Monkey Wrench".

## Lista de canciones
1. «Big Me»
2. «Floaty» (versión para la BBC Evening Session)
3. «Gas Chamber» (versión para la BBC Evening Session)
4. «Alone + Easy Target» (versión para la BBC Evening Session)

### Versión maxisencillo
1. «Big Me»
2. «Winnebago»
3. «How I Miss You»
4. «Podunk»
5. «Ozone» (cover de Ace Frehley)
6. «For All the Cows» (en vivo en el Festival de Reading, 26 de agosto de 1995)
7. «Wattershed» (en vivo en el Festival de Reading, 26 de agosto de 1995)

## Posiciones en las listas
| Año  | Canción  | Lista                               | Posición |
| ---- | -------- | ----------------------------------- | -------- |
| 1996 | «Big Me» | Official UK Singles Chart           | N.º 19   |
| 1996 | «Big Me» | Official Canadian Singles Chart     | N.º 16   |
| 1996 | «Big Me» | Canadian National Airplay Chart     | N.º 18   |
| 1996 | «Big Me» | Official Irish Singles Chart        | N.º 27   |
| 1996 | «Big Me» | Modern Rock Tracks (EUA)            | N.º 3    |
| 1996 | «Big Me» | Top 40 Mainstream (EUA)             | N.º 11   |
| 1996 | «Big Me» | Mainstream Rock Tracks (EUA)        | N.º 18   |
| 1996 | «Big Me» | Adult Top 40 (EUA)                  | N.º 23   |
| 1996 | «Big Me» | Official Euro Hot 100 Singles Chart | N.º 58   |

- Datos: Q638815